# 아리마 완구 박물관

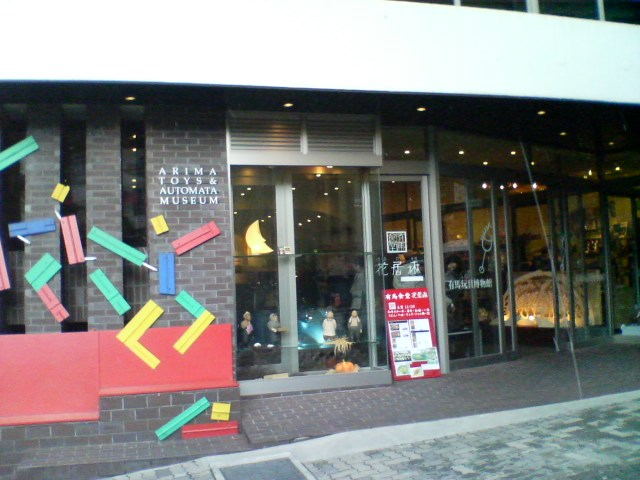
아리마 완구 박물관

아리마 완구 박물관(일본어: 有馬玩具博物館)은 아리마 온천에 있는 박물관이다. 옆에 2003년 긴노유 옆에 개관했다.